# Show de aberrações

Um show de aberrações (em inglês, freak show), também chamado de show de horrores ou circo dos horrores, consiste na exibição de humanos ou outros animais dotados de algum tipo de anomalia relacionada a mutações genéticas, doença e/ou defeito físico, ou apenas cuja aparência destinasse do padrão europeu ou americano. Tais exibições ocorriam frequentemente em circos e carnavais, especialmente entre os anos de 1840 até 1970. Dentre as atrações mais recorrentes, havia mulheres barbadas, gêmeos xifópagos, casos de gigantismo e nanismo, casos de teratologia etc.

## Atrações
Dentre as pessoas que serviram como atrações dessas exibições, constam:
- Chang e Eng Bunker - gêmeos xifópagos
- Daisy e Violet Hilton - gêmeas xifópagas
- Fanny Mills - possuía pés gigantes; sofria da Doença de Milroy, que causa grande inchaço nas pernas
- Frank Lentini - nasceu com três pernas e difalia (dois órgãos genitais).[3]
- Grady Stiles Jr. - nasceu com ectrodactilia, chamado de “Homem-Lagosta”
- Henrik Brustad
- Jo-Jo - pêlos faciais, chamado de "Menino-Cão"
- Joseph Merrick - O "Homem-Elefante"
- Julia Pastrana - a "Mulher-Macaco"
- Lionel - pêlos faciais, chamado de "Menino-Leão"
- Myrtle Corbin - possuía quatro pernas e duas vaginas
- Pasqual Pinon
- Prince Randian - nasceu sem braços e pernas
- Saartjie Baartman - a "Vênus Hotentote", sofria de esteatopigia[2]